# Ліщинський Михайло
Ліщинський Михайло (* 23 серпня 1904, м. Комарно, нині Львівська область — † 20 листопада 1993, м. Філадельфія, США) — Український військовий та ветеранський діяч, юридично довірена особа генерала Павла Шандрука.

## Життєпис

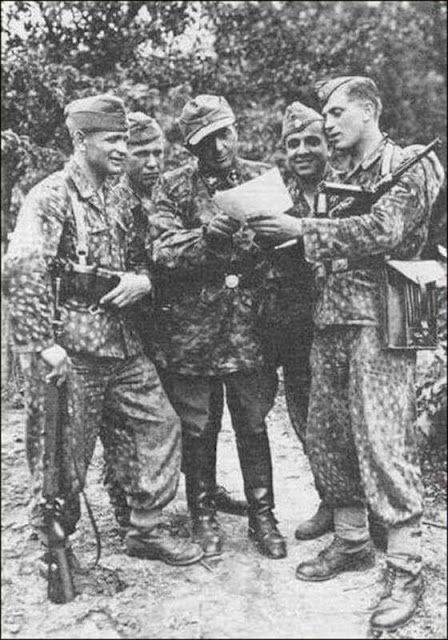
поручник Михайло Ліщинський в центрі з вояками. Червень-липень 1944

Народився 23 серпня 1904 року в місті Комарно (нині Львівська область).
Працював директором торговельної школи в Радехові. Служив у польській армії. 
У Другій світовій війні служить в ранзі ваффен-оберштурмфюрер (поручник) у дивізії «Галичина», командир 3-ї роти 1-го батальйону 29-го полку дивізії. В боях проти радянської армії під Бродами втратив руку, але прорвався із оточення. Згодом капітан 1 УД УНА, служив у 6-му відділі штабу дивізії. Перебував у американському полоні. Згодом проживав у місті Берхтесгадені в Німеччині.
Емігрував до США, де був чільний діяч братства дивізійників «Броди», голова фонду інвалідів ОБВУА (Об'єднання Бувших Вояків — Українців Америки).
Уряд УНР на вигнанні підвищив його звання до рангу полковника. 
Помер у Філадельфії, похований на  Українському цвинтарі святої Марії (Фокс Чейз) там же.

### Родина
Син Михайла Ліщинського Юрій-Лев Ліщинський загинув у В'єтнамі 5 липня 1970 року, похований у Філядельфії.

### Праці
Є автором кількох статтей: 
- «П-полк. Михайло Ліщинський. БИТВА УКРАЇНСЬКОЇ ДИВІЗІЇ ПІД БРОДАМИ У СВІТЛІ ВОРОЖИХ МАТЕРІЯЛІВ. Український щоденник "Свобода", 29 липня 1969»
- «Михайло Ліщинський. "EST MODUS IN REBUS"»